# Konsubstantiation
Konsubstantiation (latin con, samman, och substantia, väsen, innehåll) är en process, genom vilken Kristi lekamen och blod tänkas förena sig med brödet och vinet i nattvarden till en massa.
Konsubstantiation är beteckningen på en kristen lära om Kristi sanna lekamens och blods närvaro i nattvardens bröd och vin genom konsekrationen. Kristi kropps och blods substanser anses enligt konsubstantiationsläran samexistera med brödets och vinets substanser, till skillnad från transsubstantiationsläran, enligt vilken brödets och vinets substanser upphör att existera. Båda modellerna hävdar att de yttre accidenserna förblir bröd och vin, likaså att Kristi kropps och blods substanser blir verkligt närvarande.
Konsubstantiationsläran tillskrivs ofta den lutherska traditionen, men lutherska teologer har aldrig själva använt denna beteckning utan tvärtom tagit avstånd från den. Anledning är att den förutsätter och använder aristotelisk terminologi om accidens och substans, formulerad i motsats till transubstantiationsläran, som medför att man går utöver Skriftens undervisning. Följden av ett sådant bruk av aristotelisk terminologi medför även att ätandet och drickandet skulle innebära ett rent köttsligt ätande, s.k. kapernaitiskt ätande. En sådan förståelse förkastas i de lutherska bekännelseskrifterna, samtidigt som man bejakar att Kristi kropp och blod verkligen är närvarande i enlighet med en bokstavlig förståelse av Jesu ord vid nattvardens instiftelse.
Den reformerta delen av kristenheten tar även den avstånd från konsubstationsläran då man anser att denna saknar stöd i Bibeln. Under reformationstiden utformades flera olika läror, av bland andra Calvin och Zwingli, som dock har det gemensamt att de inte räknar med någon realpresens i traditionell mening, vilket den romersk-katolska kyrkan har gemensamt med den evangelisk-lutherska.